# Marcondes
José Marcondes (Andradas, 23 de dezembro de 1938) é um artista plástico brasileiro.
Marcondes foi premiado no Salão de Belas Artes de São Paulo, foi também agraciado com os prêmios aquisitivos "Prefeitura Municipal" e Câmara Municipal", em Salões de Belas Artes de Piracicaba. Teve o privilégio  de ser o único artista a expor no Congresso Nacional em Brasília, quando da posse festiva dos constituintes em 1987.
Participou da L'Exposition "Mouvement Sans Terre" - Galerie Lê Bergerue Chez Silvano Liège - Belgique e da "Semaine d'Art Brésilienne à Paris" - Galerie Artitude.
É citado nos livros "Artes Plásticas - seu mercado, seus leilões" - de Julio Louzada - 1985 a 2001 e no "Anuário - Latino Americano de Las Artes Plásticas", Argentina - 1987.

## Exposições recentes
- "Encontro de Tendências", 32ª Semana Guiomar Novaes, de 04 a 13 de setembro de 2009 em São João da Boa Vista, São Paulo

- "Sobrevivência", Décima Quarta Individual de José Marcondes, de 19 de junho a 19 de julho de 2009 na Livraria Papyrus, em São João da Boa Vista, São Paulo